# Carolina Araújo
Carolina Araújo (São Paulo, 5 de dezembro de 1986) é uma remadora brasileira.
Integrou a delegação nacional que disputou os Jogos Pan-Americanos de 2011 em Guadalajara, no México.